# Тесленко, Егор Игоревич
Его́р И́горевич Те́сленко (род. 31 января 2001, Краснодар) — российский футболист, защитник клуба «Рубин».

## Биография
Воспитанник Академии футбола Краснодарского края. В сезоне 2017/18 провёл 15 матчей, забил один гол в первенстве ПФЛ за «Кубань-2» Краснодар. В следующем сезоне был в составе краснодарского «Урожая», сыграл одну игру — 21 июля 2018 в 1/256 Кубка России против команды «Кубань Холдинг» (0:2). Сезон 2019/2020 провёл в ЦСКА, в 18 матчах молодёжного первенства забил один гол. Летом 2020 года перешёл в «КАМАЗ», с которым вышел в ФНЛ. В основном составе клуба из Набережных Челнов стал играть во многом благодаря правилу, обязывающему клубы второй и третьей по уровню лиг выпускать в стартовом составе игроков, соответствующих определённому возрастному цензу. В 23 матчах первой части сезона 2021/22 забил пять голов, в том числе — хет-трик в ворота «Спартака-2». Специалистами отмечались сильные стороны Тесленко — редкое сочетание высокого роста и отличной скорости, умение играть головой, забивать с угловых. Зимой отправился на сборы с казанским «Рубином», с которым подписал контракт на 4,5 года. 14 марта 2022 года дебютировал в РПЛ, выйдя на 71-й минуте в домашнем матче с «Ростовом».